# Soundlift Berlin-New York
Soundlift Berlin-New York ist ein Musikalbum von Stephen Gauci und Joe Hertenstein mit Alexander von Schlippenbach und Jan Roder. Die am 22. Oktober 2021 im Keller4 Tonstudio, Berlin, entstandenen Aufnahmen erschienen am 3. Juni 2022 auf Gaucis Label gaucimusic.

## Hintergrund
Das Album entstand als Ergebnis der musikalischen Zusammenarbeit zwischen dem Saxophonisten Stephen Gauci und dem in Berlin und New York lebenden Schlagzeuger Joe Hertenstein. Als dieser von Gaucis Plänen erfuhr, im Oktober 2021 Berlin zu besuchen, schlug er eine Aufnahmesession mit dem Bassisten Jan Roder und dem Pianisten Alexander von Schlippenbach vor und half bei der Organisation. Alexander von Schlippenbach und Jan Roder haben zuvor in der Formation Die Enttäuschung und bei ihrer Interpretation des Gesamtwerks von Thelonious Monk auf Monk’s Casino (2005) zusammengearbeitet. Soundlift Berlin-New York ist nach Live at Sowieso, Berlin (gaucimusic, 2023) die zweite Veröffentlichung, die den Besuch des New Yorker Tenorsaxophonisten in der deutschen Hauptstadt dokumentiert.

## Titelliste
- Stephen Gauci/Joe Hertenstein/Alexander von Schlippenbach/Jan Roder: Soundlift Berlin-New York[2]

1. Soundlift 1 13:07
2. Soundlift 2 17:25
3. Soundlift 3 22:43

Die Kompositionen stammen von Stephen Gauci, Joe Hertenstein, Alexander von Schlippenbach und Jan Roder.

## Rezeption
Nach Ansicht von John Sharpe, der das Album in All About Jazz rezensierte, scheine Schlippenbach eine Weile gebraucht zu haben, bevor er herausgefunden habe, wie er am besten mit Gauci zusammenarbeite, einem Saxophonisten mit einem einzigartigen Stil, der stark auf Multiphonics und der Manipulation von Obertönen setzt und in dem er zwischen einem reifen Falsett und einem knusprigen Bass schwankt. Folglich entstehe die Magie erst in dem Augenblick, als der Pianist sich auf ein kreisförmiges, sich wiederholendes Motiv einlassen würde und dabei eher perkussiv als harmonisch spiele, woraufhin Gauci in einem bravourösen Tempo eine Litanei aus Gekreische entfessle. Wenn der Saxophonist aussteige, würden Schlippenbach und Roder dazu tendieren, jazziger zu spielen, wobei der drahtige Kontrapunkt des Bassisten den melodischen Inhalt verstärke. Während der drei ausgedehnten Improvisationen habe man das Gefühl, dass sich jeder in Echtzeit zurechtfinde. Dass sie schließlich dort ankommen, sei ein Beweis für ihre Fähigkeit zur Kommunikation und ihren beeindruckenden Einfallsreichtum.
Um bestehende Klischees über Alter und Geografie abbauen, seien diese drei Tranchen hochkarätiger, aktueller Improvisationen eines Quartetts aus drei Generationen von Musikern gut geeignet, schrieb Ken Waxman (JazzWord). Indem sie erfolgreich bewiesen haben, dass der Klang durch eine zufällige musikalische Konfiguration zu seiner geschmeidigsten und tiefgreifendsten Anpassungsfähigkeit gebracht werden kann, würden die vier Musiker ihr Ziel erreichen.